# Centro Alemán de Investigación Oncológica
El Centro Alemán de Investigación Oncológica/Centro Alemán de Investigación del Cáncer/Centro Alemán de Investigación sobre el Cáncer (conocido como el Deutsches Krebsforschungszentrum o simplemente DKFZ en Alemán y German Cancer Research Center en inglés), es un centro nacional de investigación sobre el cáncer basado en Heidelberg, Alemania. Es un miembro de la Asociación Helmholtz de Centros de Investigación Alemanes, la organización científica más grande de Alemania.

## Historia
El establecimiento de un centro nacional de cancerología en Alemania se inició por el cirujano profesor Karl Heinrich Bauer en Heidelberg. El DKFZ se creó en 1964 por resolución del gobierno del estado de Baden-Wuerttemberg como una fundación pública. En 1975, el Centro se convirtió en un miembro de la Asociación de Centros Nacionales de Investigación. La AGF se transformó en el Hermann von Helmholtz de Centros de la Asociación Nacional de Investigación en 1995. El Centro también ha sido miembro de la Deutsche Forschungsgemeinschaft (DFG) desde 1977.

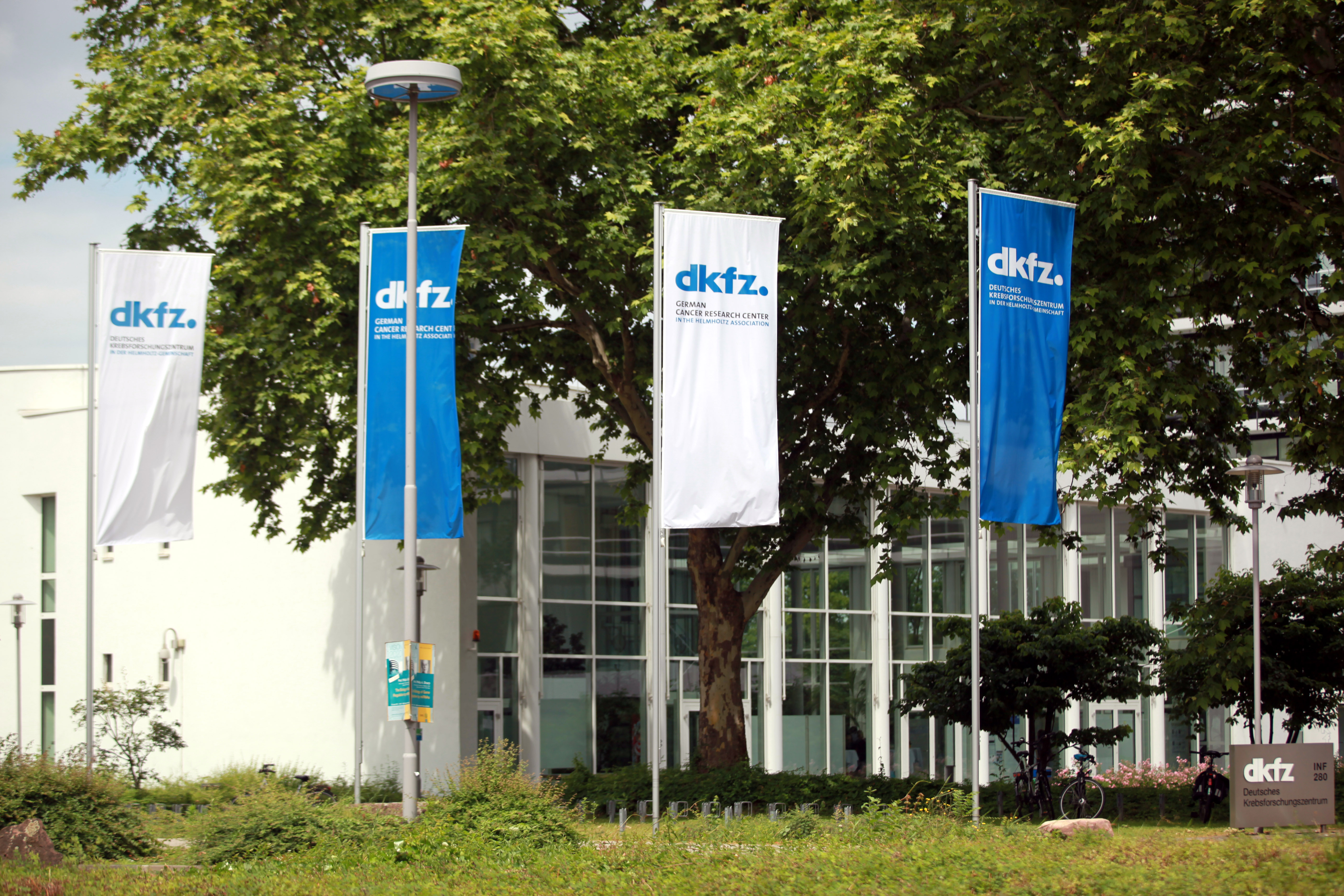
Centro de información

## Investigación
El DKFZ tiene los temas de investigación siguientes:
- Biología celular y biología tumoral
- Genómica funcional y estructural
- Factores de riesgo y prevención del cáncer
- inmunología tumoral
- Imágenes e Radiooncología
- Infección, inflamación y cáncer
- Investigación del Cáncer traslacional

El DKFZ colabora ampliamente con el Centro Nacional de Enfermedades Tumorales.